# Настройка фортепиано

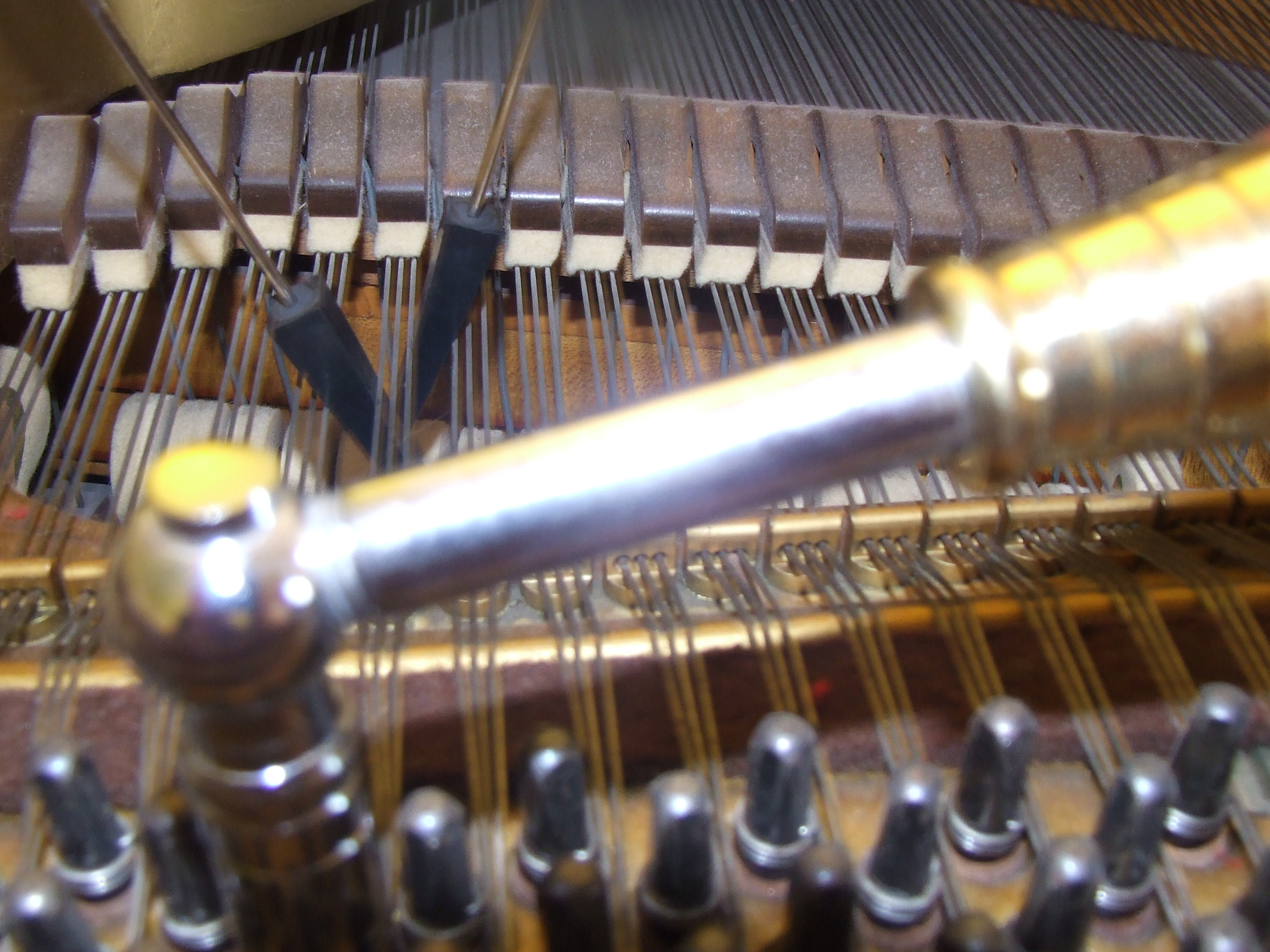
Настройка рояля с помощью настроечного ключа и резиновых заглушек (клинков)

Настройка фортепиано — процесс согласования звуков хроматического звукоряда между собой путём интервальной кварто-квинтовой темперации (либо терцово-секстовой) на семействе клавишно-струнных музыкальных инструментов. В настоящее время основными представителями этого семейства являются фортепиано — пианино и рояль.

## Описание техники настройки
Традиционно существуют 2 основные системы настройки фортепиано — квинто-квартовая (кварто-квинтовая) и терц-секст, однако правильность темперирования невозможна без использования обеих систем. Но окончательный акцент на качество настройки необходимо делать на контроль вибраций терций и секст, а также на вибрационное звучание одноимённых аккордов, двигаясь по полутонам вверх или вниз, в пределах начала формирования темперации, то есть в малой и 1-й октавах. И далее к краям диапазона по тому же принципу.
Обычно отправным звуком является ля первой октавы, эта нота настраивается по камертону 440 Гц. В концертных залах сегодня применяется настройка в 442 Гц, иногда выше.
Далее настройщик выстраивает темперацию в так называемой «зоне темперации» — обычно в пределах одной октавы от «ля» малой до «ля» первой октавы. Затем выстроенная система «тиражируется» октавами в верхний и нижний регистры.
Правильность настройки октав обязательно проверяется и другими интервалами. Это связано с тем, что достижимая точность настройки октав наименьшая по сравнению с точностью настройки кварт и квинт, и тем более терций и секст.
После начала формирования темперации инструмент необходимо настраивать по тому же принципу, что и само начало темперации. Ноту за нотой настраивать инструмент, как бы расширяя зону формирования темперации в обе стороны.

### Суть процесса настройки интервалов
Суть процесса настройки интервалов состоит в слуховом контроле частоты биений между определёнными гармониками двух тонов, образующих контролируемый интервал.
Пример. Для настройки квинты между тонами ре1 и ля1 необходимо контролировать биения между третьей гармоникой ре1 и второй гармоникой ля1. Расчёты, сведённые в соответствующие таблицы или номограммы, показывают, что темперированная квинта ({\displaystyle {\sqrt[{12}]{2^{7}}}\approx 1{,}498307=700\,\mathrm {Cent} }) отличается от чистой квинты ({\displaystyle {\frac {3}{2}}=1{,}5\approx 701{,}96\,\mathrm {Cent} }) на 1,96 цента. Необходимая частота биений для указанных гармоник, которую надо достичь, равна −1,00 (то есть ровно одно колебание в секунду; знак минус означает требуемое сужение темперированной квинты относительно чистой). Для кварты ре1 — соль1, частота биений (между четвертой гармоникой ре1 и третьей гармоникой соль1) равна +1,33.
Слишком быстрые или, наоборот, слишком медленные биения контролировать трудно. Практика настройки показывает, что точность счета биений удовлетворительна при частоте биений в пределах от одного биения за 10 секунд, до нескольких биений за 1 секунду. Применяются специальные электронные метрономы с индикацией ритма световыми вспышками. С помощью такого метронома можно синхронизировать частоту вспышек с биениями, а затем по шкале метронома, предварительно отградуированной, получить отсчет числа биений в секунду. При известной тренировке и соответствующем опыте настройщики могут контролировать 5, 10 и даже 20 биений в секунду, но в таком случае требуется знать на слух характер их звучания, то есть ту окраску звука, которую придают интервалу соответствующие биения.

### Возможность использования тюнера
В настоящее время в среде российских настройщиков ведутся дискуссии об использовании тюнера. Противники считают, что настройка с помощью тюнера не так надёжна, так как современные тюнеры не охватывают необходимый диапазон частот и уступают человеческому уху. «Тренированное человеческое ухо слышит все уровни интервальных частот, к чему не способна никакая современная электроника». Сторонники полагают, что чистая настройка без тюнера невозможна. В пользу второй позиции говорит то, что современные приборы позволяют охватить весь диапазон фортепиано; западные настройщики постоянно используют в работе тюнеры; объективная проверка качества работы настройщика возможна только с использованием промышленного тюнера.

## Частоты настройки фортепиано

### Теоретические

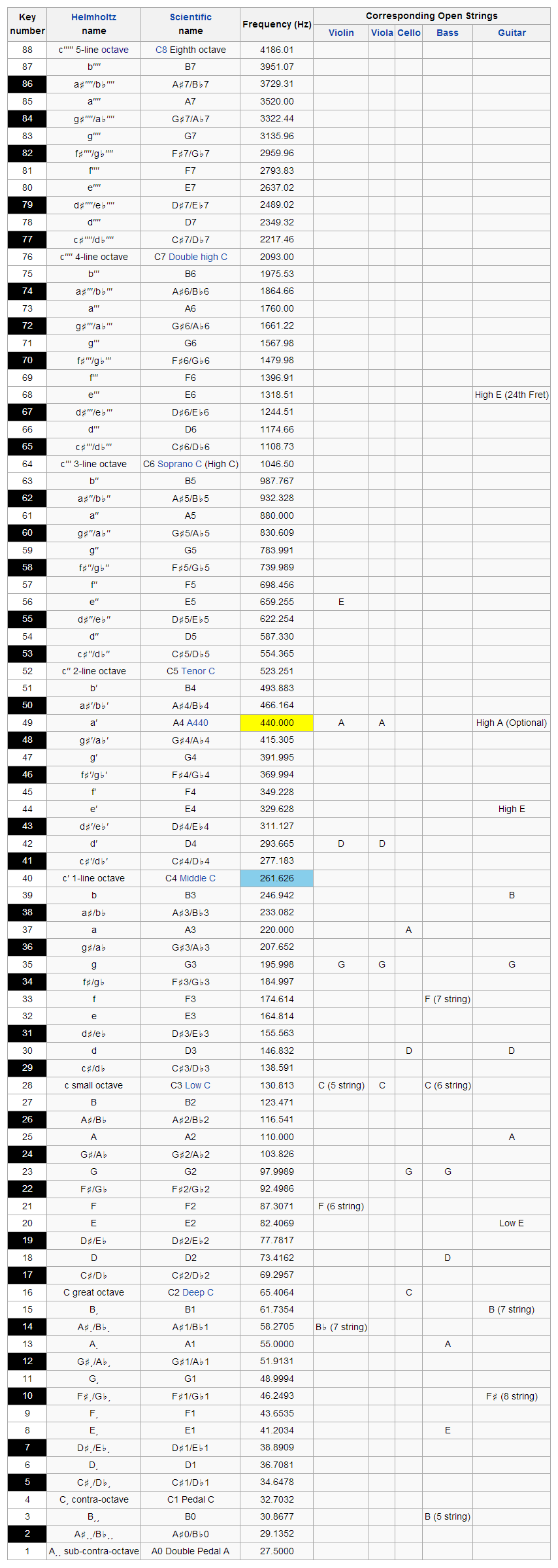
Таблица «теоретических» частот нот фортепиано, согласно равномерной теперации

При равномерной темперации частота (вернее, частота основного тона) для {\displaystyle n}-й клавиши фортепиано составляет
{\displaystyle f_{ET}(n)=2^{\frac {n-49}{12}}\times 440\,{\text{Hz}}\,}.
Подразумевается подсчёт слева направо, при этом 49-й клавишей является ля первой октавы (камертон), для неё {\displaystyle f(49)=440} Гц.
Если задана, наоборот, частота, то номер соответствующей ей клавиши рассчитывается как
{\displaystyle n=12\,\log _{2}\left({\frac {f_{ET}}{440\,{\text{Hz}}}}\right)+49}.
Фортепиано, настроенное таким образом, будет давать не лучшее качество звучания по причинам, изложенным далее. Поэтому в верхнем и нижнем регистрах на практике вводятся отклонения до нескольких десятков цент от частот, соответствующих равномерной темперации. Для оценки масштаба таких сдвигов можно иметь в виду, что 100 цент примерно соответствуют малой секунде.

### Практические

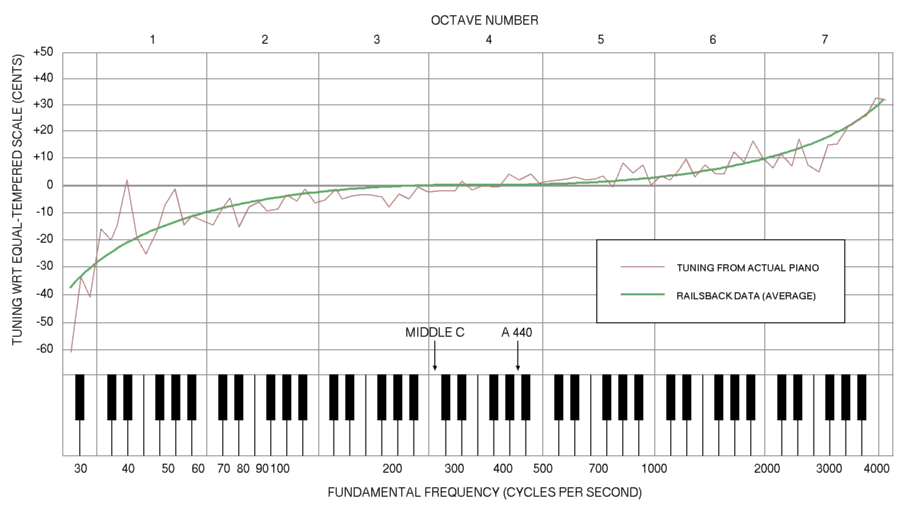
Типичные отклонения от «теоретических» частот согласно кривым Рейлсбека.

В 1937 году американский учёный Ора Рейлсбек опубликовал результаты инструментальных измерений точности строя фортепиано. Рейлсбек испытал большое число пианино и роялей, в том числе относящихся к «премиум-классу», настроенных высококвалифицированными настройщиками, сразу же после настройки. Обработка этих результатов позволила построить так называемые кривые Рейлсбека, представляющие собой измеренные отклонения основных тонов настроенного инструмента от равномерной темперации. Как правило, отклонения увеличиваются к краям диапазона в сторону расширения интервалов, то есть дискант повышается, а бас понижается. В пересчёте на октаву это расширение составляет от 0 до ± 6 центов в середине и от ± 3 до ± 24 центов к краям диапазона. С некоторым приближением к равномерной темперации согласуется лишь участок среднего регистра, примерно от ля малой октавы до ля второй октавы. То есть практическая частота настройки будет составлять
{\displaystyle f_{practical}(n)=f_{ET}(n)\cdot 2^{\frac {\Delta (n)}{1200}}\,},
где {\displaystyle \Delta (n)} — величина сдвига в центах, в соответствии с кривой Рейлсбека, для {\displaystyle n}-й клавиши.
Физической причиной этого явления называется негармоничность обертонов струн, вызванная сложным влиянием факторов их толщины, натяжения и жёсткости. Так, измерения показывают, что вторая гармоника тона ля1 не равна точно 880 Гц, а отклоняется в сторону завышения примерно на 2 цента, что составляет для этой частоты 1 Гц, следовательно, она будет равна 881 Гц. На эту же частоту будет настроена и первая гармоника ля2.
Кривые Рейлсбека не являются универсальными, то есть сдвиги будут варьироваться для инструментов разных производителей. Рисунок показывает качественную картину явления и порядок величин поправок.

## Обеспечение сохранности пианино и рояля
Поскольку фортепиано — сложный и дорогостоящий инструмент, а его рама находится под большой нагрузкой, настройка требует от мастера не просто очень ответственного подхода, а профессионализма, под которым подразумевается профессиональное обучение у фортепианного мастера и опыт работы.
Фортепианный мастер (настройщик-техник) умеет не только настраивать фортепиано, но и выполнять его ремонт, вплоть до полной переборки, замены деталей и, зачастую, реставрации.
В российских музыкальных школах в обязанности настройщика, кроме настройки, входят ремонт и регулировка клавишно-молоточкового механизма.